# Suillus plorans
Маслёнок кедровый (лат. Suillus plorans) — гриб рода маслёнок (Suillus). Произрастает в смешанных и хвойных лесах с преобладанием кедра. Длительное время считался европейским видом, но в 1982 году обнаружен в Мексике.

## Описание
Шляпка в диаметре может достигать до 15 см, покрыта желто-коричневой кожицей, которая в сухую погоду восковая, в дождливую клейко-маслянистая. У молодых грибов в форме полусферы по мере вырастания расправляется и становиться подушковидной.
Мякоть плотная, упругая, золотисто-оранжевого цвета, имеет умеренный грибной аромат с фруктово-миндальными нотками.
Ножка имеет булавовидную форму, в длину достигает до 12-15 см, в диаметре до 3 см. Желто-оливкового цвета с коричневыми пятнышками, часто покрыта капельками млечного сока. Плёнчатое кольцо отсутствует.
Относится к трубчатым грибам. Спороносный слой трубчатый, цвет варьируется в зависимости от возраста, от желто-оливкового до коричневого, на поверхности «губки» выделяются белые капельки млечного сока, которые при высыхании превращаются в коричневые пятнышки. Плёнчатое покрывало отсутствует.

## Экология и распространение
Растет в хвойных и смешанных лесах с преобладанием кедра. С кедром же и образует микоризу. Встречается в основном небольшими группами сначала лето и по осень. Максимальный пик плодоношения с августа по сентябрь.

## Употребление
Масленок кедровый является съедобным представителем грибного царства. В кулинарии маслята можно смело назвать универсальными грибами, их жарят, варят, тушат, консервируют, сушат и замораживают.